# Nana dels Llebrers II
La Nana dels Llebrers II o CVn II és una galàxia nana esferoidal situada a la constel·lació dels Llebrers descoberta el 2006 en les dades obtingudes per l'Sloan Digital Sky Survey. La galàxia està situada a una distància d'uns 150 kpc del Sol i es desplaça cap al Sol amb la velocitat d'uns 130 km/s És classificada com a galàxia nana esferoïdal (dSph) és a dir, que té una forma el·líptica (proporció d'eixos ~ 2: 1) amb un radi llum mitjà d'aproximadament de 74+14
−10 pc.
CVn II és un dels satèl·lits més petits i dèbils de la Via Làctia, la seva lluminositat integrada és aproximadament 8.000 vegades la del Sol (magnitud absoluta visible d'aproximadament -4,9), molt inferior a la lluminositat d'un cúmul globular tipic. Tanmateix, la seva massa és d'uns 2,5 milions de masses solars, cosa que significa que la relació massa-llum de la galàxia és al voltant de 340. Una elevada relació massa-llum implica que CVn II està dominada per la matèria fosca.

La població estel·lar de la nana dels Llebrers II es compon principalment d'estrelles antigues formades fa més de 12 mil milions d'anys. La metal·licitat d'aquestes estrelles antigues també és molt baixa a [Fe/H] ≈ −2.19 ± 0,58, cosa que significa que contenen elements 150 vegades menys pesants que el Sol. Les estrelles de CVn II van ser probablement entre les primeres estrelles a formar-se a l'Univers. Actualment no hi ha formació estel·lar a CVn II. Fins ara, la mesura no ha detectat hidrogen neutre: el límit superior és de 14.000 masses solars.